# Myha'la Herrold
Myha'la Herrold (* 6. dubna 1996) je americká herečka. Známou se stala díky roli Harper Stern v britském televizním dramatu Sektor. Hrála především v divadelních inscenacích, než byla obsazena do Sektoru, včetně Broadwayské produkce The Book of Mormon. 

## Životopis
Herrold se narodila v Kalifornii a vyrostla v San Jose. Navštěvovala středí školu Archbishop Mitty High School a univerzitu Carnegie Mellon School of Drama, kde v roce 2018 absolvovala.

## Filmografie
| Rok        | Název                      | Role               | Poznámky                                            |
| ---------- | -------------------------- | ------------------ | --------------------------------------------------- |
| 2018       | Rehabilitation of the Hill | nepojmenovaná role |                                                     |
| 2019       | Premature                  | Dymond             |                                                     |
| 2019       | The Tattooed Heart         | Lulu               | krátkometrážní film                                 |
| 2019       | Moderní láska              | Tami               | díl: Tak vypadal jako táta. Byla to jen večeře, ne? |
| 2020–dosud | Sektor                     | Harper Stern       | hlavní role                                         |
| 2021       | Plan B                     | Logan              |                                                     |
| 2022       | Bodies Bodies Bodies       | Jordán             |                                                     |
| 2023       | Leave the World Behind     | Ruth               |                                                     |